# Mapúa Cardinal Singers
Mapúa Cardinal Singers (español: Cantantes Cardinales de Mapúa), es un grupo y coro vocal musical de Filipinas, perteneciente al Instituto de Tecnología de Mapua de Intramuros, Manila. El grupo está integrada entre hombres y mujeres dedicados a la música del arte vocal o coral. En el 2004, se unieron para presentarse en un festival coral que fue patrocinado por la Universidad de Santo Tomás de Manila. En el 2005 compitieron en un concurso de canto coral que fue organizado por la asociación de "Jóvenes Artistas de la Música", esto a nivel nacional.

## Premios
| Fecha/año | Locación de la competición | Competición                                                          | Premios y reconocimientos |
| --------- | -------------------------- | -------------------------------------------------------------------- | --- |
| 2006      | Xiamen                     | 4th World Choir Games                                                | - Gold Diploma - Folklore A cappella Category - Gold Diploma - Mixed Chamber Choir Category - Silver Olympic Medal - Folklore A cappella Category - Silver Olympic Medal - Mixed Chamber Choir Category |
| 2007      | Pattaya                    | A Voyage of Songs 2007                                               | - Gold Prize Award - Folklore Category - Gold Prize Award - Mixed Chamber Choir Category |
| 2008      | Manila                     | 3rd Manila Cathedral-Basilica Pipe Organ Festival Choral Competition | - First Prize |
| 2009      | Manila                     | 2009 MBC Paskong Pinoy National Choral Competition                   | - Finalist |
| 2010      | Manila                     | Greenwich Grand Gig 2010                                             | - Grand Champion |
| 2010      | Manila                     | 2010 MBC Paskong Pinoy National Choral Competition                   | - Semi-Finalist |
| 2011      | Hong Kong                  | 2011 Hong Kong International Youth and Children's Choir Festival     | - Gold Diploma - Overall Performance - Gold Award - Folklore Category - Silver Award - Youth Category                                                                                                   |
| 2012      | Manila                     | Villancico "Pasko sa Intramuros" Competition                         | - Champion |
| 2012      | Huế                        | 2nd Vietnam International Choir Competition                          | - Gold Award - Youth Choir Category - Silver Award - Folklore Category |
| 2013      | Manila                     | Sing N' Joy 2013 Manila: Philippine International Choral Competition | - Gold Award - Spiritual Category - Gold Award - Folklore Category - Silver Award - Mixed Youth Category - Silver Award - Sacred Category                                                               |
| 2014      | Singapur                   | Orientale Concentus VII                                              | - Gold Award - Folklore Category - Gold Award - Chamber Category - Gold Award - Mixed Youth Category - Category Winner - Mixed Youth Category                                                           |